# Ektopi
Ektopi er græsk: Ektopos ude af plads. Modsvarer dystopi.
Medicinsk anvendes det om fejlagtig lejring af organer, for eksempel hjertet, testiklerne, urinblæren eller svangerskabsproduktet.
| Sygdom | Spire Denne artikel om sygdom er en spire som bør udbygges. Du er velkommen til at hjælpe Wikipedia ved at udvide den. |